# Muzeum moderního umění Buenos Aires
Muzeum moderního umění Buenos Aires (Museo de Arte Moderno de Buenos Aires, zkratkou MAMBA) je muzeum moderního výtvarného umění v argentinském Buenos Aires. Vzniklo z iniciativy sochaře a diplomata Pabla Manese a uměnovědce Rafaela Squirrua, který byl prvním ředitelem. Bylo otevřeno 11. dubna 1956 a na své současné místo, do bývalé tabákové továrny ve čtvrti San Telmo, se přesunulo roku 1986. Ve sbírkách má přes 6000 děl, zastoupeni jsou zde například Josef Albers, Antonio Berni, Pablo Curatella Manes, Raquel Fornerová, Romulo Macció, Marcelo Pombo, Marta Minujínová, Emilio Pettoruti, Xul Solar a Vasilij Kandinskij.